# Zebeeba falsalis
Zebeeba falsalis là một loài bướm đêm trong họ Erebidae.